# Georgia en la Copa Mundial de Rugby
La selección de rugby de Georgia participó en todas las ediciones de la Copa del Mundo de Rugby desde Australia 2003. Con la independencia georgiana de la Unión Soviética en 1990, Georgia con un seleccionado independiente empezó a jugar las eliminatorias para Sudáfrica 1995. Logró la clasificación a Australia 2003 y se mostró como la potencia de las ex-repúblicas socialistas soviéticas.
Los Lelos nunca consiguieron avanzar a cuartos de final siendo eliminados en primera fase en todos los torneos, desde su primera participación no volvieron a faltar a una cita mundial.

## Australia 2003

### Plantel
Entrenador:  Claude Saurel

### Participación

#### Grupo C

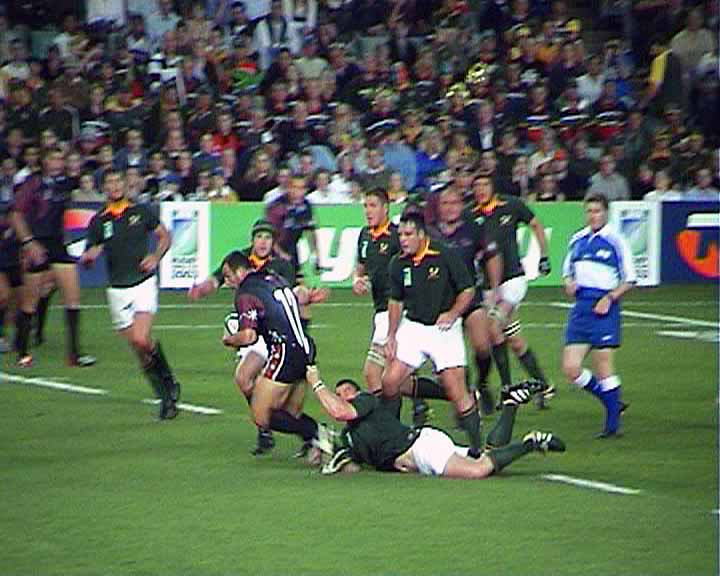
Sudáfrica vs. Georgia, 24 de octubre de 2003.

| Equipo     | Gan. | Emp. | Per. | A favor | En contra | Extra | Puntos |
| ---------- | ---- | ---- | ---- | ------- | --------- | ----- | ------ |
| Inglaterra | 4    | 0    | 0    | 255     | 47        | 3     | 19     |
| Sudáfrica  | 3    | 0    | 1    | 184     | 60        | 3     | 15     |
| Samoa      | 2    | 0    | 2    | 138     | 117       | 2     | 10     |
| Uruguay    | 1    | 0    | 3    | 56      | 255       | 0     | 4      |
| Georgia    | 0    | 0    | 4    | 46      | 200       | 0     | 0      |

## Francia 2007

### Plantel
Entrenador: Malkhaz Cheishvili

### Participación

#### Grupo D
| Posición | Equipo    | Partidos | Partidos | Partidos  | Partidos | Tantos  | Tantos    | Tantos     | Puntos bonus | Puntos |
| Posición | Equipo    | jugados  | ganados  | empatados | perdidos | a favor | en contra | diferencia | Puntos bonus | Puntos |
| -------- | --------- | -------- | -------- | --------- | -------- | ------- | --------- | ---------- | ------------ | ------ |
| 1        | Argentina | 4        | 4        | 0         | 0        | 143     | 33        | +110       | 2            | 18     |
| 2        | Francia   | 4        | 3        | 0         | 1        | 188     | 37        | +151       | 3            | 15     |
| 3        | Irlanda   | 4        | 2        | 0         | 2        | 64      | 82        | -18        | 1            | 9      |
| 4        | Georgia   | 4        | 1        | 0         | 3        | 50      | 111       | -61        | 1            | 5      |
| 5        | Namibia   | 4        | 0        | 0         | 4        | 30      | 212       | -182       | 0            | 0      |

## Nueva Zelanda 2011

### Plantel
Entrenador:  Richie Dixon

### Participación

#### Grupo B

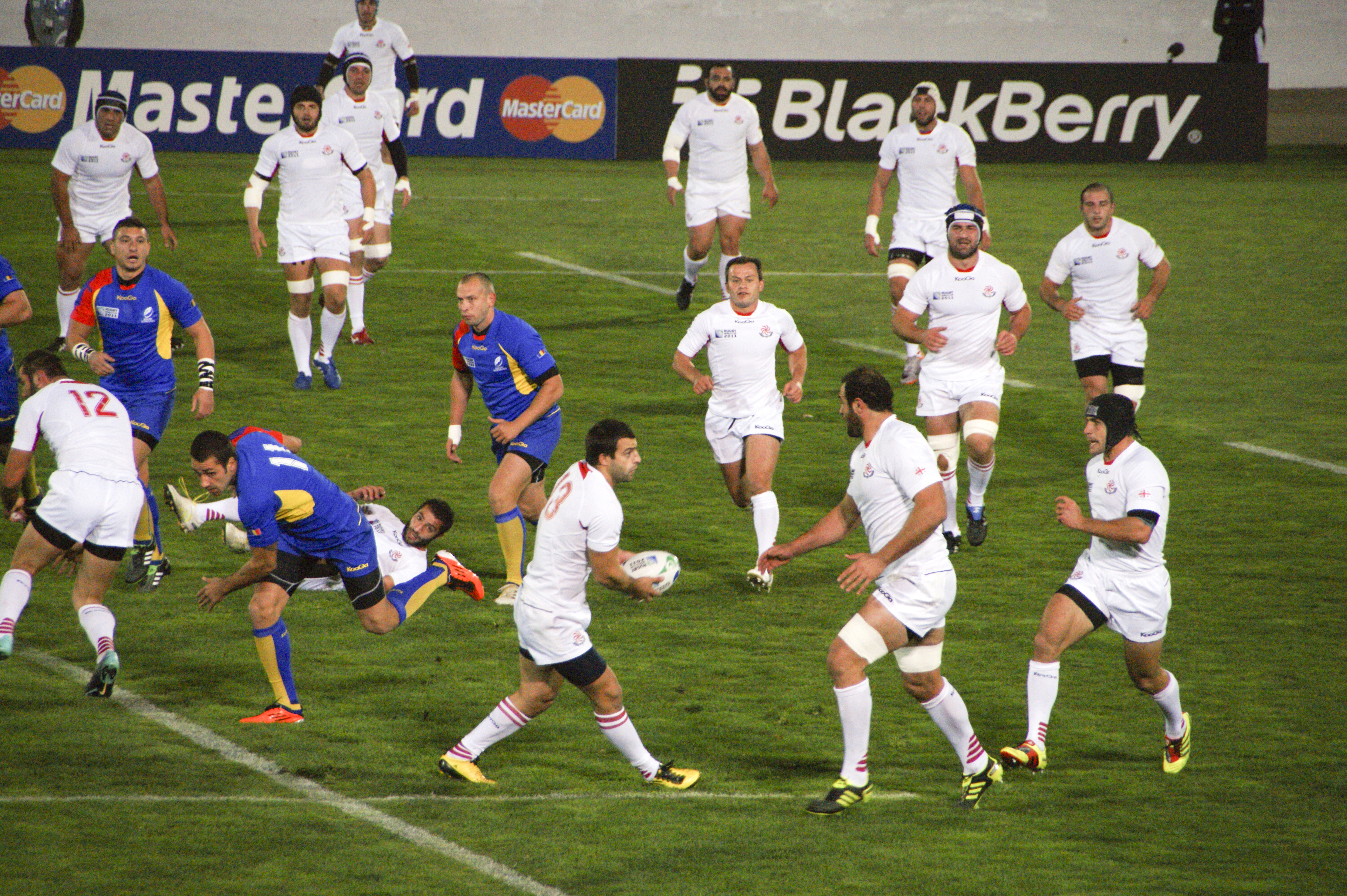
Georgia venció a Rumania en el partido disputado en el Arena Manawatu de Palmerston North.

| Posición | Selección  | Partidos | Partidos | Partidos  | Partidos | Tries a favor | Tantos  | Tantos    | Tantos     | Puntos extra | Puntos |
| Posición | Selección  | jugados  | ganados  | empatados | perdidos | Tries a favor | a favor | en contra | diferencia | Puntos extra | Puntos |
| -------- | ---------- | -------- | -------- | --------- | -------- | ------------- | ------- | --------- | ---------- | ------------ | ------ |
| 1        | Inglaterra | 4        | 4        | 0         | 0        | 18            | 137     | 34        | +103       | 2            | 18     |
| 2        | Argentina  | 4        | 3        | 0         | 1        | 10            | 90      | 40        | +50        | 2            | 14     |
| 3        | Escocia    | 4        | 2        | 0         | 2        | 4             | 73      | 59        | +14        | 3            | 11     |
| 4        | Georgia    | 4        | 1        | 0         | 3        | 3             | 48      | 90        | −42        | 0            | 4      |
| 5        | Rumania    | 4        | 0        | 0         | 4        | 3             | 44      | 169       | −125       | 0            | 0      |

## Inglaterra 2015

### Plantel
Entrenador:  Milton Haig

### Participación

#### Grupo C
| Posición | Selección     | Partidos | Partidos | Partidos  | Partidos | Tries a favor | Tantos  | Tantos    | Tantos     | Puntos extra | Puntos |
| Posición | Selección     | jugados  | ganados  | empatados | perdidos | Tries a favor | a favor | en contra | diferencia | Puntos extra | Puntos |
| -------- | ------------- | -------- | -------- | --------- | -------- | ------------- | ------- | --------- | ---------- | ------------ | ------ |
| 1        | Nueva Zelanda | 4        | 4        | 0         | 0        | 25            | 174     | 49        | 125        | 3            | 19     |
| 2        | Argentina     | 4        | 3        | 0         | 1        | 22            | 179     | 70        | 109        | 3            | 15     |
| 3        | Georgia       | 4        | 2        | 0         | 2        | 5             | 53      | 123       | -70        | 0            | 8      |
| 4        | Tonga         | 4        | 1        | 0         | 3        | 8             | 70      | 130       | -60        | 2            | 6      |
| 5        | Namibia       | 4        | 0        | 0         | 4        | 8             | 70      | 174       | -104       | 1            | 1      |

## Japón 2019

### Grupo D
| Posición | Selección | Partidos | Partidos | Partidos  | Partidos | Tries a favor | Tantos  | Tantos    | Tantos     | Puntos extra | Puntos |
| Posición | Selección | jugados  | ganados  | empatados | perdidos | Tries a favor | a favor | en contra | diferencia | Puntos extra | Puntos |
| -------- | --------- | -------- | -------- | --------- | -------- | ------------- | ------- | --------- | ---------- | ------------ | ------ |
| 1        | Gales     | 4        | 4        | 0         | 0        | 17            | 136     | 69        | +67        | 3            | 19     |
| 2        | Australia | 4        | 3        | 0         | 1        | 20            | 136     | 68        | +68        | 4            | 16     |
| 3        | Fiyi      | 4        | 1        | 0         | 3        | 17            | 110     | 108       | +2         | 3            | 7      |
| 4        | Georgia   | 4        | 1        | 0         | 3        | 9             | 65      | 122       | –57        | 1            | 5      |
| 5        | Uruguay   | 4        | 1        | 0         | 3        | 6             | 60      | 140       | –80        | 0            | 4      |

## Francia 2023

### Grupo C
| Posición | Selección | Partidos | Partidos | Partidos  | Partidos | Tries a favor | Tantos  | Tantos    | Tantos     | Puntos extra | Puntos |
| Posición | Selección | jugados  | ganados  | empatados | perdidos | Tries a favor | a favor | en contra | diferencia | Puntos extra | Puntos |
| -------- | --------- | -------- | -------- | --------- | -------- | ------------- | ------- | --------- | ---------- | ------------ | ------ |
| 1.       | Gales     | 4        | 4        | 0         | 0        | 17            | 143     | 59        | +84        | 3            | 19     |
| 2.       | Fiyi      | 4        | 2        | 0         | 2        | 7             | 88      | 83        | +5         | 3            | 11     |
| 3.       | Australia | 4        | 2        | 0         | 2        | 11            | 90      | 91        | -1         | 3            | 11     |
| 4.       | Portugal  | 4        | 1        | 1         | 2        | 5             | 64      | 103       | -39        | 0            | 6      |
| 5.       | Georgia   | 4        | 0        | 1         | 3        | 14            | 64      | 113       | -49        | 1            | 3      |